# جائزة أستراليا الكبرى 1973
جائزة أستراليا الكبرى 1973 هو سباق فورمولا 1 أقيم بتاريخ 4 نوفمبر 1973 في ملبورن، فيكتوريا.